# 罗伯托·贝泰加
罗伯托·贝泰加（義大利語：Roberto Bettega，1950年12月27日—），意大利男子足球运动员，场上位置是前锋。他曾代表意大利国家队参加1978年国际足联世界杯和1980年欧洲足球锦标赛。